# Saint-Ouen-sur-Loire
 Saint-Ouen-sur-Loire  es una población y comuna francesa, situada en la región de Borgoña, departamento de Nièvre, en el distrito de Nevers y cantón de La Machine.

## Demografía
| 423 | 420 | 367 | 408 | 478 | 476 |
| Para los censos de 1962 a 1999 la población legal corresponde a la población sin duplicidades (Fuente: INSEE [Consultar]) |     |     |     |     |     |